# Ledropsis testacea
Ledropsis testacea är en insektsart som beskrevs av William Lucas Distant 1907. Ledropsis testacea ingår i släktet Ledropsis och familjen dvärgstritar. Inga underarter finns listade i Catalogue of Life.